# 밤을 걷는 선비
《밤을 걷는 선비》는 2015년 7월 8일부터 2015년 9월 10일까지 MBC에서 방영된 수목드라마이다.

## 줄거리
남장을 하고 책쾌 일을 하며 살아가는 조양선이 음석골에 사는 신비로운 선비 김성열을 만나게 되고, 그가 뱀파이어라는 것을 알게 되면서 벌어지는 판타지 멜로 사극.

## 등장 인물

### 주요 인물
- 이준기 : 김성열(金聖熱) 역 - 20대 후반. 홍문관 부제학. 성균관 대사성 김정도의 외아들
- 이유비 : 조양선(趙養善)(서진(徐眞) 역 (아역 : 이다경) - 21세. 책쾌. 조생의 양딸
- 최강창민 : 이윤 역 (아역 : 김단율) - 24세. 세손. 사동세자의 아들. 조부인 현조를 이어 왕위를 이어받을 유일한 적통
- 이수혁 : 귀(鬼) 역 - 20대 후반 ~ 30대 중반. 이 나라의 숨은 지배자. 사람을 잡아먹고 사는 흡혈귀
- 김소은 : 최혜령(崔慧伶) / 이명희(李明姬) 역 - 20세. 나는 새도 떨어트린다는 정권실세 최철중의 장녀. 귀의 사람/ 20세. 120년 전 성열의 정혼자. 성열부의 죽마고우의 딸

### 그 외 인물들
- 권화운 : 현규 역
- 김명곤 : 노창선 역 - 69세. 좌의정. 학영의 조부. 현조의 최측근
- 무진성 : 노학영(盧鶴永) 역 - 24세. 홍문관 교리. 세손 윤의 막역지우. 홍문관대제학 노창선의 손주
- 이순재 : 현조 역 - 71세. 윤의 조부. 왕조 이래 가장 강한 왕권을 구축한 임금
- 손종학 : 최철중(崔哲重) 역 - 45세. 영의정. 혜령의 부. 귀의 측근
- 정규수 : 조생(趙生) 역 - 45세. 책쾌. 양선의 양부. 귀의 존재를 아는 궁 밖의 인물
- 오윤홍 : 꽃분 역 - 44세. 조생의 처. 양선의 양모
- 박시우 : 조담(趙淡) 역 - 17세. 양선의 여동생
- 장희진 : 수향(秀香) 역 - 20대 중반. 예기 藝妓. 당대 최고의 요정 화양각의 일패 기생
- 최태환 : 호진 역 - 25세. 성열의 수하
- 장승조 : 사동세자 역 - 33세. 윤의 부친. 현조의 아들
- 장서원 : 서정도 역 - 서진 부
- 이윤상
- 박기산
- 리민 : 책쾌 역
- 윤성원
- 차종호
- 박하준 : 세손 역 - 문조의 손자,정현세자의 아들
- 임승대 : 행수 역 - 세손의 수하
- 윤봉길 : 갑재 역 - 조양선을 괴롭히는 왈패
- 김동희 : 막손 역 - 갑재의 수하
- 하수호
- 조민아
- 조휘준 : 똘복 역
- 정석용 : 최도갑 역 - 서점 주인 외손이. 전 사동세자의 책쾌
- 김진서
- 서진욱
- 우상전
- 조원종
- 김소혜 : 청아(靑兒) 역
- 손영순
- 한정수 : 백인호 역 - 서정도의 둘도 없는 벗. 세손의 전 스승
- 이주석 : 태조 역
- 서지연 : 숙빈 역 - 현조의 후궁
- 이창직 : 이판 역
- 공재원 : 대신 역
- 김종구 : 병판 역 - 탐관오리
- 이재욱
- 주동희
- 윤인조
- 인성호
- 우정국
- 서광재
- 성찬호
- 손선근
- 장태민
- 김규선
- 정두겸
- 김현
- 윤종원
- 박혁민
- 변우종 : 최필윤 역
- 구지혜 : 봄이 역
- 류한비

### 특별 출연
- 이현우 : 정현세자 역 (인조의 아들 소현세자 모델) - 20대 초. 120년 전 세자
- 양익준 : 해서 역 - 50대 후반. 120년 전 흡혈귀. 귀의 스승. 흡혈귀 중 가장 강한 힘을 지닌 자. 귀를 없앨 비기를 지키는 수호귀
- 이호재 : 문조 역 (조선 16대왕 인조의 모델)
- 박지일 : 김정도 역
- 김예령 : 성열 모 역
- 한지우 : 후궁 김씨 역

## 시청률
아래의 파란색 숫자는 '최저 시청률'이고, 빨간색 숫자는 '최고 시청률'입니다. 시청률조사회사와 지역별로 시청률에 차이가 있을 수 있습니다. 
| 2015년      | 2015년      | 2015년         | 2015년       | 2015년         | 2015년         |
| 회차        | 방송일      | TNmS 시청률    | TNmS 시청률  | AGB닐슨 시청률 | AGB닐슨 시청률 |
| 회차        | 방송일      | 대한민국(전국) | 서울(수도권) | 대한민국(전국) | 서울(수도권)   |
| ----------- | ----------- | -------------- | ------------ | -------------- | -------------- |
| 제1회       | 7월 8일     | 7.4%           | 9.1%         | 7.7%           | 8.1%           |
| 제2회       | 7월 9일     | 6.8%           | 8.9%         | 6.8%           | 7.3%           |
| 제3회       | 7월 15일    | 7.2%           | 9.1%         | 7.7%           | 7.8%           |
| 제4회       | 7월 16일    | 7.1%           | 8.2%         | 7.7%           | 8.5%           |
| 제5회       | 7월 22일    | 7.3%           | 9.0%         | 7.8%           | 8.9%           |
| 제6회       | 7월 23일    | 6.4%           | 7.5%         | 7.9%           | 8.7%           |
| 제7회       | 7월 29일    | 6.9%           | 8.0%         | 7.9%           | 8.3%           |
| 제8회       | 7월 30일    | 7.3%           | 7.9%         | 7.4%           | 7.8%           |
| 제9회       | 8월 5일     | 7.4%           | 8.7%         | 8.5%           | 8.6%           |
| 제10회      | 8월 6일     | 6.5%           | 7.5%         | 7.4%           | 7.4%           |
| 제11회      | 8월 12일    | 6.5%           | 7.7%         | 6.9%           | 6.8%           |
| 제12회      | 8월 13일    | 6.3%           | 7.1%         | 7.4%           | 7.1%           |
| 제13회      | 8월 19일    | 7.3%           | 7.9%         | 7.6%           | 7.3%           |
| 제14회      | 8월 20일    | 6.6%           | 7.2%         | 7.0%           | 7.5%           |
| 제15회      | 8월 26일    | 6.5%           | 7.1%         | 6.5%           | 6.5%           |
| 제16회      | 8월 27일    | 5.9%           | 6.6%         | 6.8%           | 6.9%           |
| 제17회      | 9월 2일     | 7.2%           | 7.9%         | 8.0%           | 7.8%           |
| 제18회      | 9월 3일     | 7.1%           | 7.8%         | 7.9%           | 8.0%           |
| 제19회      | 9월 9일     | 7.3%           | 8.3%         | 6.2%           | 6.0%           |
| 제20회      | 9월 10일    | 7.2%           | 8.0%         | 7.7%           | 7.9%           |
| 평균 시청률 | 평균 시청률 | 6.9%           | 8.0%         | 7.4%           | 7.7%           |

## 사운드 트랙

### Part.1
| #  | 제목                                            | 작사   | 작곡   | 재생 시간 |
| -- | ----------------------------------------------- | ------ | ------ | --------- |
| 1. | 〈비밀낙원 (Secret Paradise)〉 (장재인)         | 김유경 | 오준성 | 3:07      |
| 2. | 〈비밀낙원 (Secret Paradise) (Inst.)〉 (장재인) |        | 오준성 | 3:07      |

### Part.2
| #  | 제목                           | 작사   | 작곡   | 재생 시간 |
| -- | ------------------------------ | ------ | ------ | --------- |
| 1. | 〈슬픈 바람〉 (은가은)         | 김유경 | 오준성 | 4:12      |
| 2. | 〈슬픈 바람 (Inst.)〉 (은가은) |        | 오준성 | 4:12      |

### Part.3
| #  | 제목                                  | 작사   | 작곡   | 재생 시간 |
| -- | ------------------------------------- | ------ | ------ | --------- |
| 1. | 〈또 사랑하고 만다〉 (육성재)         | 김유경 | 오준성 | 4:02      |
| 2. | 〈또 사랑하고 만다 (Inst.)〉 (육성재) |        | 오준성 | 4:02      |

### Part.4
| #  | 제목                         | 작사   | 작곡   | 재생 시간 |
| -- | ---------------------------- | ------ | ------ | --------- |
| 1. | 〈Don't Cry〉 (G.NA)         | 김유경 | 오준성 | 4:16      |
| 2. | 〈Don't Cry (Inst.)〉 (G.NA) |        | 오준성 | 4:16      |

### Part.5
| #  | 제목                             | 작사   | 작곡   | 재생 시간 |
| -- | -------------------------------- | ------ | ------ | --------- |
| 1. | 〈Without You〉 (비스트)         | 김유경 | 오준성 | 3:47      |
| 2. | 〈Without You (Inst.)〉 (비스트) |        | 오준성 | 3:47      |

### Part.6
| #  | 제목                    | 작사   | 작곡   | 재생 시간 |
| -- | ----------------------- | ------ | ------ | --------- |
| 1. | 〈중독〉 (킴보)         | 백민혁 | 백민혁 | 4:03      |
| 2. | 〈중독 (Inst.)〉 (킴보) |        | 백민혁 | 4:03      |

## 수상
- 2015년 MBC 연기대상 10대 스타상 이준기
- 2015년 MBC 연기대상 미니시리즈 부문 여자 신인상 이유비
- 2015년 MBC 연기대상 미니시리즈 부문 남자 신인상 이수혁
- 2015년 그리메상 프런티어상 김형근 촬영감독[3]

## 같이 보기
KBS 수목드라마
- 《복면검사》
- 《어셈블리》

SBS 드라마 스페셜
- 《가면》
- 《용팔이》